# Snefnug
Et snefnug eller snekrystal er et porøst vandkrystal, dannet i luften.
Sneflok (flertal: sneflokke eller sneflokker) er et forældet ord som betød "snefnug". Det huskes i dag alene fordi det forekommer i første linje af en kendt sang af Jeppe Aakjær: Sneflokke kommer vrimlende.
I H.C. Andersens eventyr Snedronningen står der i førstetrykket (1845) "Sneeflokker", men dette blev i 1855 rettet til "Sneefnokker", og i 1862 til "Sneefnug".
Snefnug har en meget stor variation i form og størrelse, hvilket har ledt til det almindelige udtryk at "ikke to snefnug er ens". Dette er dog meget usandsynligt. skønt uendeligt sjældent. De første forsøg på at identificere snefnug ved at fotografere tusinder af dem med et mikroskop fra 1885 og frem blev udført af Wilson Alwyn Bentley, der fandt den store variation, som vi kender i dag. I 1998 dokumenterede Nancy Knight fra National Center for Atmospheric Research fundet af to identiske typer snefnug. Men ud af den mia. vandmolekyler et snefnug består af, vil nogle være tungtvand-molekyler (Deuterium) og de vil være placeret tilfældigt. Så udtrykket "ikke alle er ens" holder hvis man undersøger evt. "ens udseende" grundigere [4]. Alle typer Snefnug har en sekskantet grundform og de mere komplekse former er i øvrigt ofte deforme.